# Pius VI.
Pius VI. (vlastním jménem Giovanni Angelico Braschi, 25. prosince 1717 Cesena – 29. srpna 1799 Valence) byl italský katolický duchovní, papež od 15. února 1775 až do své smrti.
Narodil se v italském městě Cesena. Po dokončení studií na jezuitské koleji v rodném městě a složením zkoušek z práva (1734) pokračoval ve studiích na univerzitě ve městě Ferrara. V roce 1753 si ho jako jednoho ze svých sekretářů vybral papež Klement XIV. Kardinálem se stal roku 1773 a papežem byl zvolen roku 1775, zatímco ještě nebyl ani biskupem. 

## Život
Po ukončení studia na jezuitské koleji získal Braschi v roce 1734 titul doktor práv. Pokračoval ve studiích na Ferrarské univerzitě, kde se stal osobním tajemníkem Tommase Ruffoa, papežského nuncia. V jeho biskupství Ostie a Velletrie zastával funkci auditora až do roku 1753. Díky svým zkušenostem u soudu v Neapoli získal respekt u papeže Klementa XIV., který jej roku 1753 jmenoval jedním ze svých tajemníků a knězem u svatého Petra. Zřejmě roku 1758 byl vysvěcen na kněze a roku 1766 se stal papežským pokladníkem. Tento úřad vykonával v letech 1758 až 1769. Ti, kteří trpěli pod jeho svědomitým hospodařením přesvědčili papeže Klementa XIV., aby jej 26. dubna 1773 jmenoval kardinálem ze Sant'Onofria, a toto povýšení Braschiho dočasně zbavilo vlivu. Po čtyřměsíčním konkláve, které následovalo po smrti Klementa XIV., přestaly Španělsko, Francie a Portugalsko mít námitky proti výběru Braschiho. Díky tomu byl 15. února 1775 zvolen papežem a vybral si jméno Pius VI. Nakonec se však stal oponentem antijezuitské politiky předchozího papeže. Teprve po zvolení byl Pius VI. 22. února 1775 vysvěcen na biskupa.